# Dos Hermanas
Dos Hermanas is een gemeente in de Spaanse provincie Sevilla in de regio Andalusië met een oppervlakte van 160 km². In 2015 telde Dos Hermanas 131.317 inwoners.

## Geschiedenis
De naam van de stad, die "twee zussen" betekent, dateert uit haar oprichting in 1248 door Koning Ferdinand III van Castilië en eert Elvira en Estefanía Nazareno, de twee zussen van Gonzalo Nazareno, een van de belangrijkste militaire commandanten van de koning. Om deze reden worden inwoners van Dos Hermanas "nazarenos/as" genoemd.
In Tirso de Molina's toneelstuk "De spotter van Sevilla en de stenen gast" (El burlador de Sevilla y convidado de piedra) (1612-1620), wordt Dos Hermanas genoemd als de plaats waar Don Juan Tenorio erin slaagt zichzelf te mengen in het huwelijk van twee plebejers, Arminta en Batricio, die hij slim bedriegt.

## Demografische ontwikkeling
Bron: INE; 1857-2011: volkstellingen
Opm: Bevolkingscijfers in duizendtallen

## Geboren
- Rodolfo Bodipo (1977), Equatoriaal-Guinees voetballer
- Melodía Ruiz Gutiérrez (1990), zangeres
- Juanlu Sánchez (2003), voetballer